# ماكس كارفر
ماكس كارفر (بالإنجليزية: Max Carver)‏ مواليد 1 أغسطس 1988 في سان فرانسيسكو، هو ممثل أمريكي بدأ مسيرته الفنية عام 2008.

## الأعمال
- ربات بيوت يائسات
- المكتب
- فيكتوريوس
- ذئب مراهق
- الباقون

## وصلات خارجية
- ماكس كارفر على موقع IMDb (الإنجليزية)
- ماكس كارفر على موقع ألو سيني (الفرنسية)
- ماكس كارفر على موقع أول موفي (الإنجليزية)
- ماكس كارفر على موقع قاعدة بيانات الفيلم (الإنجليزية)
- ماكس كارفر على موقع كينوبويسك (الروسية)